# Václav Brousek
Václav Brousek (* 12. května 1952) je český politik, člen Občanské demokratické strany, na přelomu 20. a 21. století poslanec Poslanecké sněmovny.

## Biografie
Před rokem ’89 se vytrvale ucházel o členství v KSČ. Nebyl ale přijat, protože existovaly kvóty na poměr dělníků a THP, což se velice dotýkalo a cítil se poškozen.
V roce 1996 se uvádí jako předseda oblastního sdružení ODS v Plzni. Ve volbách v roce 1998 byl zvolen do poslanecké sněmovny za ODS (volební obvod Západočeský kraj). Ve sněmovně setrval do voleb v roce 2002. Byl členem sněmovního výboru pro vědu, vzdělání, kulturu, mládež a tělovýchovu a výboru pro veřejnou správu, regionální rozvoj a životní prostředí. V roce 1999 byl aktérem kauzy, kdy za něj ve sněmovně hlasoval Miroslav Beneš. Brousek to tehdy odůvodňoval následovně: „Odcházel jsem se podívat na hlasování a nestačil jsem již hlasovat, pověřil jsem kolegu Beneše.“ Předsedající schůzi Petra Buzková pak Brouskovi připomenula, že takový postup je nezákonný. Poslanecký post si ale udržel.
V komunálních volbách roku 1994, komunálních volbách roku 1998 a komunálních volbách roku 2002 neúspěšně kandidoval do zastupitelstva města Plzeň za ODS. Profesně se k roku 2002 uvádí jako podnikatel. V komunálních volbách roku 1994, 1998, 2002 a 2006 byl zvolen za ODS do zastupitelstva městské části Plzeň 2-Slovany. V roce 1998 se uvádí jako starosta městského obvodu Plzeň 2-Slovany. roce 2012 působí na postu vedoucího odboru majetku a investic tohoto městského obvodu.